# Bithia hermonensis
Bithia hermonensis là một loài ruồi trong họ Tachinidae.